# الإبدال بالإزاحة الدنيا

التغيرات في التضمين رباعي السعة

الإبدال بالإزاحة الدنيا (بالإنجليزية: Minimum Shift Keying اختصاراً MSK)‏ هي شكل من أشكال الإبدال بإزاحة التردد يتميز بأنه ذو طور مستمر، طوَّره ملفين دوليز وإيرل هيلد  في أواخر الخمسينيات في راديو كولنز. يُرمِّز الإبدال بإزاحة الطور البتات تناوباً بين مُركَّبات متعامدة، مع تأخُّر المُركّب Q بنصف رمز.

## التعبير الرياضي
```
يمكن التعبير عن الإشارة الناتجة بالمعادلة الرياضية التالية :
```

{\displaystyle s(t)=a_{I}(t)\cos {\left({\frac {{\pi }t}{2T}}\right)}\cos {(2{\pi }f_{c}t)}-a_{Q}(t)\sin {\left({\frac {{\pi }t}{2T}}\right)}\sin {\left(2{\pi }f_{c}t\right)}}
وفيها {\displaystyle a_{I}(t)} و{\displaystyle a_{Q}(t)} يرمِّزان المعلومات الفردية والزوجية بمساعدة قطر من النبضات المربعة ذات الدور 2T. تنتهي نبضات {\displaystyle a_{I}(t)} عند {\displaystyle t=[-T,T,3T,\ldots ]} ونبضات {\displaystyle a_{Q}(t)} عند {\displaystyle t=[0,2T,4T,\ldots ]}. أما {\displaystyle f_{c}} فهو تردد الحامل.
يمكن باستعمال المتطابقات المثلثية إعادة كتابة هذه المعادلة في صيغة يكون الطور والتردد فيها أكثر وضوحاً وفق ما يأتي:
{\displaystyle s(t)=\cos[2\pi f_{c}t+b_{k}(t)rac{\pi t}{2T}+\phi _{k}]}
وفيها bk(t) تساوي  +1 عندما {\displaystyle a_{I}(t)=a_{Q}(t)} و-1 إذا اختلفت إشارتهما، و{\displaystyle \phi _{k}} مساوية للصفر إذا كان {\displaystyle a_{I}(t)} مساوياً للواحد، وإلا فقيمتها {\displaystyle \pi }. وهذا يعني أن تردد إشارة الحامل وطورها قد عُدلتا، مع تغير مستمر وخطي للطور